# Mountain Home Air Force Base

## Informazioni Generali
La Mountain Home Air Force Base è una base aerea militare dell'United States Air Force gestita dall'Air Combat Command e situata presso la città di Mountain Home, nell'Idaho.

## Unità
Attualmente l'unità ospitante è il 366th Fighter Wing.